# Taliouine

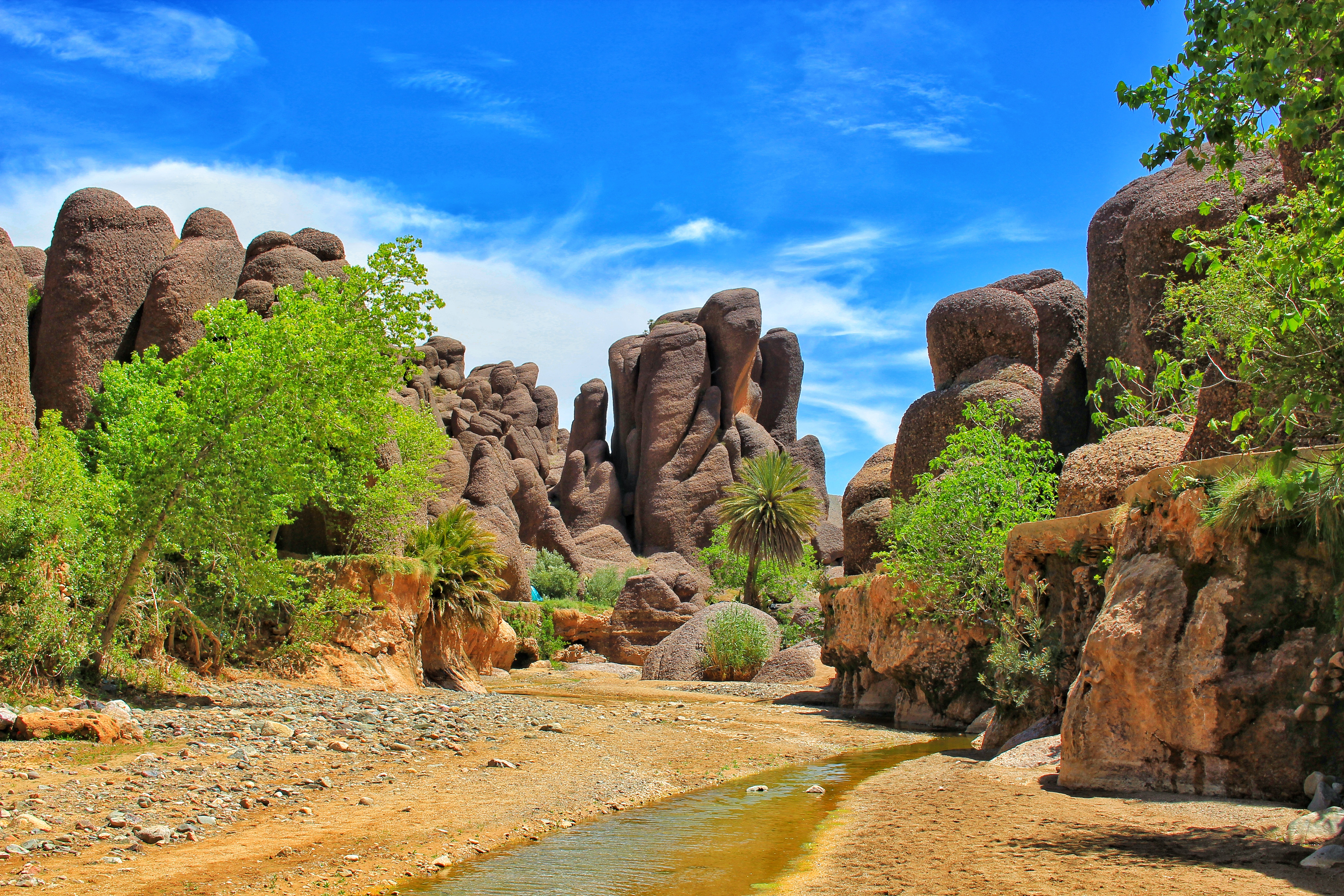
Les gorges Tislit, une formation volcanique, à Taliouine. Avril 2017.

Taliouine (en tifinagh : ⵜⴰⵍⵉⵡⵉⵏ, en arabe : تاليوين) est une ville du Maroc. Elle est située dans la région de Souss-Massa sur la route nationale n ° 10 entre Ouarzazate et Agadir, à 100 km de Taroudant . Elle est limitée au nord par la province d’El Haouz, à l’ouest par Aoulouz (Province de Taroudant) à l’est par Taznakht (Province d’Ouarzazate) et au sud par la province de Tata.

## Crocus sativus
La zone de Taliouine est le centre de production du safran dans le Royaume du Maroc. Y opère depuis des lustres la coopérative Souktana, structure emblématique et vitrine de la filière en matière de commercialisation de cette épice, mais aussi d’amélioration de la qualité de production.

## Démographie
D'après le recensement de septembre 2014 la population s'est élevée à  6 706 habitants avec 1 489 ménages.

## Culture du safran
Taliouine est appelée la capitale de l'or rouge, et la culture du safran est l'une des cultures les plus importantes qui emploie une grande partie de la population locale et leur donne la possibilité de travailler et d'obtenir un revenu car c'est une culture nécessaire en raison du prix élevé du safran, et donc sa culture et son commerce sont devenus un revenu important pour les familles,.